# Grace Apiafi
Grace Apiafi (sinh ngày 27 tháng 11 năm 1958) là một cựu vận động viên điền kinh đến từ Nigeria, người đã thi đấu môn bắn súng và ném đĩa trong sự nghiệp của mình. Bà đại diện cho quốc gia Tây Phi bản địa của mình tại Thế vận hội Mùa hè 1988 ở Seoul, Hàn Quốc, nơi bà không lọt vào trận chung kết trong cả hai cuộc thi.

## Giải đấu quốc tế
| Năm                  | Giải đấu              | Địa điểm             | Thứ hạng             | Nội dung             | Chú thích            |
| Representing Nigeria | Representing Nigeria  | Representing Nigeria | Representing Nigeria | Representing Nigeria | Representing Nigeria |
| -------------------- | --------------------- | -------------------- | -------------------- | -------------------- | -------------------- |
| 1979                 | African Championships | Dakar, Senegal       | 2nd                  | Shot put             | 13.24 m              |
| 1988                 | African Championships | Annaba, Algeria      | 1st                  | Discus throw         | 50.60                |
| 1988                 | Olympic Games         | Seoul, South Korea   | 22nd                 | Shot put             | 15.06 m              |
| 1988                 | Olympic Games         | Seoul, South Korea   | 10th (q)             | Discus throw         | 49.84 m              |